# Locutorio

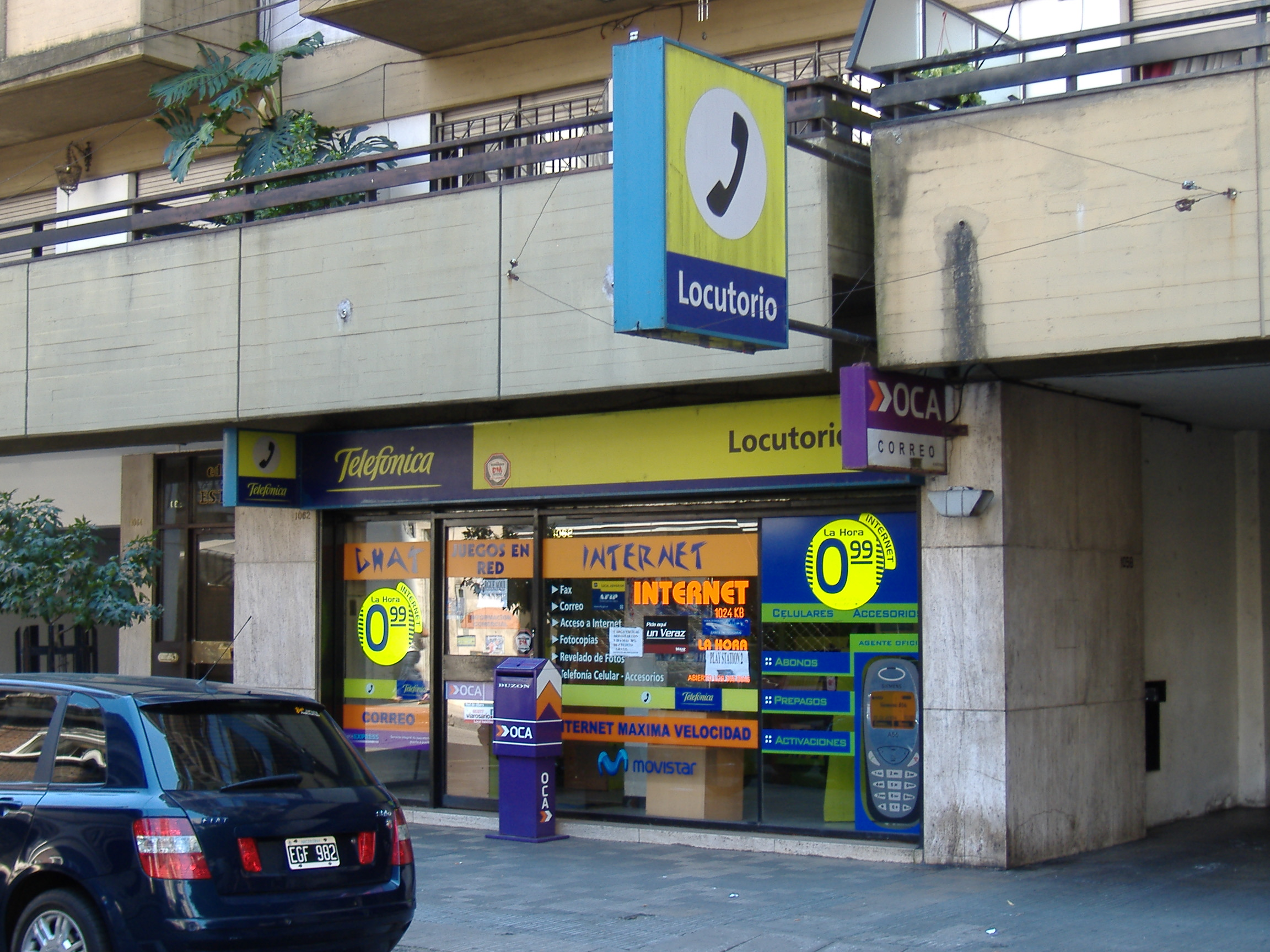
Un locutorio de Telefónica en Rosario, Argentina.

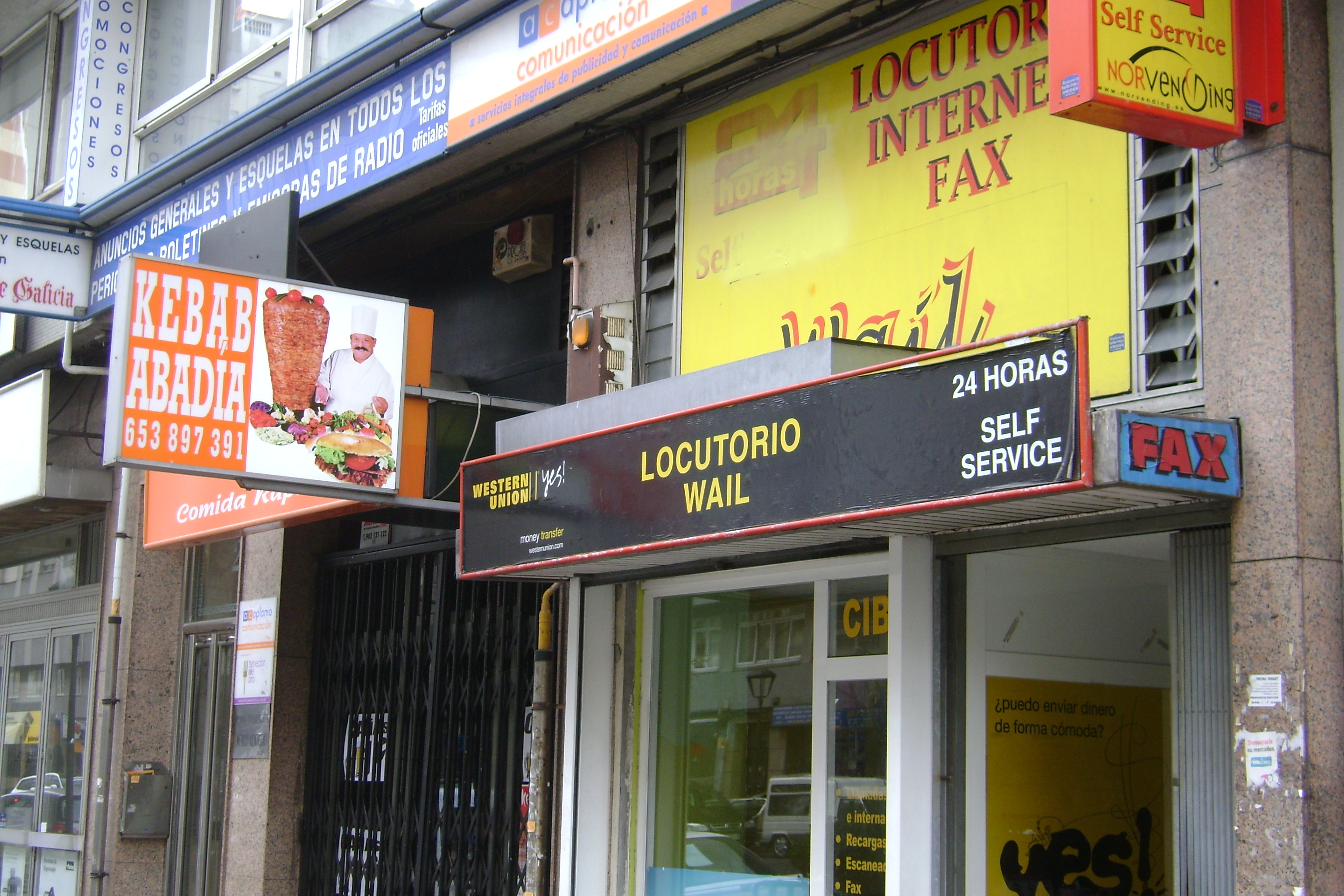
Locutorio en el barrio Agra del Orzán, La Coruña, Galicia (España).

Un locutorio o centro de llamadas es un local comercial que ofrece el servicio de llamadas telefónicas. En el siglo XX, cuando no era rutinario tener un teléfono en casa, o el teléfono doméstico sólo podía hacer llamadas locales, eran provistos por las empresas telefónicas nacionales, con al menos uno en cada municipio medianamente grande. Populares en los años 1990 y 2000, en países como Perú y Argentina, este tipo de locutorio casi ha desaparecido con el desarrollo de la infraestructura telefónica.
Para 2024, un locutorio generalmente ofrece llamadas por un coste inferior al que esas llamadas tendrían realizadas desde una cabina en la vía pública, desde un teléfono móvil o desde una residencia. Las llamadas internacionales, asimismo, suelen ser más económicas. En esos momentos, estos establecimientos tercerizadores de servicios de telefonía reúnen diferentes tecnologías para obtener menores costos y al mismo tiempo ampliar su oferta de servicios al público.
Por ejemplo:
- Las llamadas internacionales son realizadas a través de proveedores VoIP.
- Las llamadas fijas locales, a través del proveedor de telefonía fija local.
- Las llamadas a móviles, a través de interfaces generalmente GSM para el operador preferido en el plan de mejor rendimiento por minuto.

## Clasificación de los locutorios
Debido a la diversidad de los locutorios, no existe una clasificación clara. Se proponen diversas clasificaciones focalizadas en aspectos particulares:

### Por el uso de computadora
- Con computadora: Requieren de una computadora para control. No tiene que ser una computadora moderna. Es la más usada en la actualidad sobre todo en zonas céntricas. Al usar computadora tienen un software de control que ofrecen diversas opciones como autocorte, estadísticas, control de minutos, etc. Además la configuración es más sencilla pudiendo hacerse incluso de forma remota.
- Sin computadora: Hacen uso de las llamadas "consolas de tarificación" o "tarificadores sin PC". Son más usadas en zonas periféricas o rurales. Se prefieren en ambientes donde no hay mucho espacio o hay problemas de energía eléctrica. Tienen funciones de control limitadas y la configuración puede requerir necesariamente el uso de una computadora.

### Por la especialización de las cabinas
- Cabinas especializadas o convencionales: Sólo permiten llamadas a un solo operador o destino desde una cabina. Suelen tener muchas cabinas, por el hecho de especializarlas. Su uso puede ser un poco incómodo para los clientes que llaman a varios destinos.
- Cabinas para todo destino: Cualquier cabina puede ser usada para todas las llamadas independientemente del destino o serie digitada. Los más eficientes usan "enrutadores telefónicos". Ofrecen mayor comodidad al cliente porque no necesitan cambiar de cabina para realizar sus llamadas y también mayor comodidad al operador o controlador.

### Por el uso de Franquicia
- Con franquicia: Exhiben el logo de alguna empresa de telecomunicaciones reconocida y se rigen a sus condiciones. Requieren alta inversión.
- Sin franquicia: Son locutorios independientes que ofrecen llamadas a cualquier operador pero no pueden exhibir ningún logo de alguna empresa. Suelen ser de poca inversión.

### Por la arquitectura de los tarifadores
- Tarifadores en bus. Se conectan varios tarifadores a la misma línea. Ahorran cable pero pueden tener problemas de comunicación (colisión). Requieren de una interfaz, concentrador o "gateway" para comunicarse con una computadora. Esta interfaz es, por lo general, también la fuente de alimentación.
- Tarifadores en estrella. Se conectan varios visores o tarifadores a un solo concentrador o consola. No tienen problemas de colisión. Esta arquitectura se refiere a la forma de comunicarse de los tarifadores, no a la conexión física, porque algunas arquitecturas en bus permiten también la conexión en estrella.
- Tarifadores inalámbricos. No requieren de cables para la comunicación con la interfaz o concentrador. La instalación de estos tarifadores se simplifica por el hecho de simplificar el cableado, pero los enlaces inalámbricos suelen tener más problemas de comunicación que los enlaces cableados.

## En la música
En la canción "Es así" de Mitsuruggy se hace una referencia a inmigrantes de diversos países en España que utilizan el locutorio.

## Otros servicios
En estos locales se realizan otros tipos de servicios relacionados con la comunicación:
- Internet y videoconferencia (como en un cibercafé)
- Recarga de teléfonos móviles.
- Envío y recepción de fax.
- Venta de productos latinos y extranjeros.
- Comida y bebida nacional y extranjera.
- Venta de tarjetas prepago. sobre todo para llamadas internacionales
- Envío de dinero a través de empresas.
- Envío de pequeña paquetería.